# Pitching audiovisual
Pitch prové de l'anglès que fa referència a una presentació verbal i molts cops acompanyada de presentació visual. Es pot fer sobre una idea per una pel·lícula, curtmetratge, sèrie de televisió, documental, entre altres i amb l'objectiu d'aconseguir finançament pel projecte.
Pot ser de forma individual, però el comunament més utilitzat el format de presentació pública, davant de possibles inversors, cadenes de televisió o productores.

## Origen
Pitch prové del verb en anglès “to pitch”, que vol dir llençar, fer un discurs o acte per intentar persuadir a algú, perquè compri o faci alguna cosa. Es va originar en les presentacions agències de publicitat als seus clients.
En l'àmbit audiovisual, es relaciona amb vendre una idea, de series, llargmetratges documentals o programa de televisió. Es tracta de l'oportunitat d'explicar als inversos les idees més importants i destacades d'un projecte, per així cridar l'atenció dels oients en un temps molt breu.

## Tipus de "Pitch"[2]
- TWEET PITCH: descriure el projecte en una frase de menys de 140 caràcters
- ELEVATOR PITCH: Dura entre 30s i 2 minuts, serveix per a que els inversos descartin de forma ràpida aquells projectes que els interessen o no.
- PITCH DECK: dura entre 5 i 12 minuts, és el que s'utilitza normalment en el sector audiovisual. Consta de dues parts, una d'exposició i una altra de preguntes.

## Què ha de tenir
Ha de ser concís, directe, ha d'estar lligat al voltant d'un “ganxo”, ha de ser coherent amb el gènere. S'ha d'acompanyar de material: pòster, teaser, dossier, concept art, targeta de presentació. Logline, frase del tema, resum del film o sèrie i una sinopsi.
S'ha de fer un dossier o paquet de producció, per a poder entregar-lo a cada possible inversor. A part d'acompanyar la presentació verbal amb una presentació de diapositives, que es poden crear amb Power Point, Google Slides o Prezi entre d'altres. Aquesta ha de contenir molt material visual per sobre del text que ha de ser secundari. De la mateixa manera, és molt recomanable tenir un teaser amb el possible look del projecte. O els storyboard o concept art.
- S'ha de definir el nom del projecte.
- Explicar-ho en una sola línia.
- Qui forma l'equip de treball: possibles directors, actors,
- En quina fase es troba el projecte, quin pressupost es pensa utilitzar, en quantes setmanes, material o decorat especial, etc.